# Marija Nikolajewna Perepjolkina
Marija Nikolajewna Perepjolkina (russisch Мария Николаевна Перепёлкина, englische Transkription: Mariya Nikolayevna Perepelkina; * 9. März 1984 in Alma-Ata, Kasachische SSR als Marija Nikolajewna Duskrjadtschenko) ist eine russische Volleyballspielerin.

## Karriere
Perepjolkina begann ihre Karriere in einer Sportschule ihrer Heimatstadt. Von 2004 bis 2006 spielte sie für Uniwersitet-Technolog Belgorod. Anschließend wechselte sie zu VK Uralotschka-NTMK. Mit dem Verein erreichte sie 2009 das Finale im CEV-Pokal gegen Asystel Volley Novara. Nach diesem Erfolg wurde die Mittelblockerin von VK Dynamo Moskau verpflichtet und gewann mit Moskau im gleichen Jahr den russischen Pokal. 2010 wurde sie mit Dynamo Vizemeister. Beim Turnier in Montreux debütierte sie in der russischen Nationalmannschaft. In Japan gewann sie mit Russland die Weltmeisterschaft. In der folgenden Saison wurde sie Pokalsieger und Vizemeister. 2012 gab es für Moskau zum dritten Mal den zweiten Platz in der Liga. Perepelkina nahm an den Olympischen Spielen in London teil und belegte mit der Nationalmannschaft nach dem Aus im Viertelfinale den fünften Rang.

## Privates
Am 6. Juni 2008 heiratete Perepjolkina ihren damaligen Trainer Alexander Perepjolkin.